# Gemini (banda portuguesa)

Logotipo de la banda Gemini

Gemini fue una banda portuguesa de música pop de la década de 1970, más conocidos por su participación en el Festival de Eurovisión. Fueron sus miembros Fátima Padinha, Teresa Miguel, Tozé Brito y Mike Sergeant.
En 1977 participaron en la final portuguesa para representar a Portugal en el Festival de la Canción de Eurovisión 1977 con la canción "Portugal no coração". Aunque la canción fue seleccionada, la audiencia prefirió que fuera representada por el grupo Os Amigos que también defendía la misma canción.
Volvieron a prensentarse en 1978 con la canción "Dai-li-dou", en esa ocasión fueron los ganadores de la selección portuguesa. En su participación en el Festival de la Canción de Eurovisión 1978, celbrado en París, solo alcanzaron la 17.ª posición de un total de 20 países.
Teresa y Fátima volverían a participar en el Festival de la Canción de Eurovisión 1982 con el grupo Doce.

## Discografía

### Álbumes
- Pensando em Ti (LP, 1977)
- Dai Li Dou (LP, 1979)
- Os Maiores Êxitos dos Gemini (LP, Polygram)

### Sencillos
- Pensando Em Ti / Pequenas Coisas (Single, Polygram, 1976)
- Portugal No Coração / Cantiga de Namorar (Single, Polygram, 1977)
- Uma Flor À Janela/Vidas Fáceis (Single, Polygram, 1977)
- É Natal, Feliz Natal / Natal de Um Homem Só (Single, Polygram, 1977)
- O Circo E A Cidade / Ano Novo é Vida Nova (Single, Polygram, 1978)
- Dai Li Dou / Gente Lá da Minha Rua (Single, Polygram, 1978)
- Dancemos Juntos / O Tempo E O Nada (Single, Polygram, 197*)
- Quero Abraçar-te Sexta-Feira à Noite (Single, Polygram, 1979)